# Bathyphantes rainbowi
Bathyphantes rainbowi là một loài nhện trong họ Linyphiidae.
Loài này thuộc chi Bathyphantes. Bathyphantes rainbowi được Carl Friedrich Roewer miêu tả năm 1942.